# Einar Arnórsson
Einar Arnórsson (né le 24 février 1880 à Grimsnes, décédé le 29 mars 1955 à Reykjavík) est un homme politique, juge et professeur de droit islandais. Il est Ministre d'Islande du 4 mai 1915 au 4 janvier 1917.

## Carrière juridique
Einar Arnórsson étudie à l'école latine de Reykjavík en 1901 et a obtenu un diplôme en droit de l'Université de Copenhague en 1906, puis a enseigné à Reykjavík de 1908-11. Il enseigne ensuite le droit procédural et pénal à l'Université d'Islande de 1911 à 1922 (avec un congé de vingt mois lorsqu'il était ministre). Puis il devient recteur de l'université en 1918-19 et 1929-30. De 1932 à 1942 puis en 1944-45. Arnórsson a siégé en tant que juge à la Cour suprême d'Islande. En 1936, il est nommé docteur honoris causa de droit pour ses nombreux écrits juridiques.

## Carrière politique
Il est à l'Althing de 1914 à 1919 représentant les modérés de l'ancien Parti de l'indépendance. Il subit une défaite aux élections d'octobre 1916 qui l'isole politiquement.
Il devient rédacteur en chef des journaux conservateurs Isafold et Morgunblaðið en 1919 - 1920. En 1931-32, il est de nouveau élu à l'Althing, cette fois pour le nouveau Parti de l'Indépendance. Il est Ministre de l'Education dans le gouvernement de  Björn Þórðarson de 1942 à 1944.

## Éditeur
Tout au long de sa vie, Einar Arnórsson a été rédacteur en chef d'un grand nombre de publications - des quotidiens aux revues professionnelles:
- Fjallkonunni (1907)
- Ísafold (1919–1920)
- Morgunblaðið (1919–1920)
- Skírni (1930)
- Blöndu (1936–1939)
- Sögu (1950–1954)
- Tímariti lögfræðinga (1951–1953)

## Famille
Sa fille Ingibjörg Einarsdóttir (née en 1908) a été mariée de 1930 à 1944 au futur lauréat du prix Nobel Halldór Laxness.